# Куршумли хан (Прилеп)
 Тази статия е за хана в Прилеп.  За този в Прилеп вижте Куршумли хан.  
Куршумли хан (на македонска литературна норма: Куршумли ан) е бивш хан от османско време в град Прилеп, Република Македония.
Куршумли хан е разположен в центъра на Прилеп, на площад „Александрия“ на север от булевард „Гоце Делчев“. В миналото е представлявал голям обект. Ханът е споменат в „Сеяхатнаме“ на Евлия Челеби (1660 – 1668), където е цитиран унищожения надпис над входа: „Когато Хеваи попита светия дух, един хроникьор му каза така: направи сградата полузатворена“. В 1927 година Леонард Шулце Йена споменава голям хан, известен като Куршумли хан. Храмът е разрушен в 1955 година, като оцелява само източната му стена.
Според характеристиките на градежа е от XV или първата половина на XVII век. Представлявал е монументална правоъгълна сграда. Основата е от масивни дялани каменни блокове. В зида има 11 красиви мраморни орнаменти във вид на розети.